# Anthothela
Anthothela is een geslacht van neteldieren uit de klasse van de Anthozoa (bloemdieren).

## Soorten
- Anthothela alba Molander, 1929
- Anthothela argentea Studer, 1894
- Anthothela grandiflora (M. Sars, 1856)
- Anthothela nuttingi Bayer, 1956
- Anthothela pacifica (Kükenthal)
- Anthothela parviflora Thomson, 1917
- Anthothela tropicalis Bayer, 1961